# Ferdinando Castagnoli
Ferdinando Castagnoli (Prato, 18 giugno 1917 – Marina di Pietrasanta, 28 luglio 1988) è stato un archeologo e topografo italiano.

## Biografia
Allievo di Giuseppe Lugli, insegnò all'Università La Sapienza di Roma, dove si era laureato.
Il suo lavoro sul campo portò alla scoperta del Santuario latino di Lavinium (l'odierna Pratica di Mare) e dei suoi tredici altari, rinvenuti nel 1959. Nello stesso sito si trova anche il cosiddetto heroon di Enea.
Nel 1985 l'Accademia dei Lincei gli conferì il Premio Feltrinelli per l'Archeologia.
Tra i suoi allievi c'è stato Adriano La Regina, ex soprintendente archeologico di Roma. Dal 1966 diresse il progetto Forma Italiae.
Fu amico e collega di Lucos Cozza.
Era sposato con Alda Manghi, famosa traduttrice di Hans Christian Andersen.

## Pubblicazioni
- Ippodamo da Mileto e l'Urbanistica a pianta ortogonale (Roma 1956)
- Topografia e urbanistica di Roma (Bologna 1958)
- Topografia di Roma antica (Enciclopedia classica, sez. 3. 10, Torino 1957; 2ª ed. riv., Torino 1980
- "La leggenda di Enea nel Lazio," Studi Romani 30 (1982): 1-15.